# Victorgorgia josephinae
Victorgorgia josephinae är en korallart som beskrevs av Lopez Gonzalez och Briand 2002. Victorgorgia josephinae ingår i släktet Victorgorgia och familjen Anthothelidae. Inga underarter finns listade i Catalogue of Life.